# Valdosaurus canaliculatus
Valdosaurus canaliculatus es la única especie conocida del género extinto Valdosaurus ("lagarto de Wealden") de dinosaurio ornitópodo driosáurido, que vivió a principios del período Cretácico hace aproximadamnete entre 130 a 125 millones de años durante el Barremiense, en lo que es hoy Europa. Fue hallado en la isla de Wight y otras partes de Inglaterra. Vivió durante el Cretácico Inferior.

## Historia de la investigación y clasificación

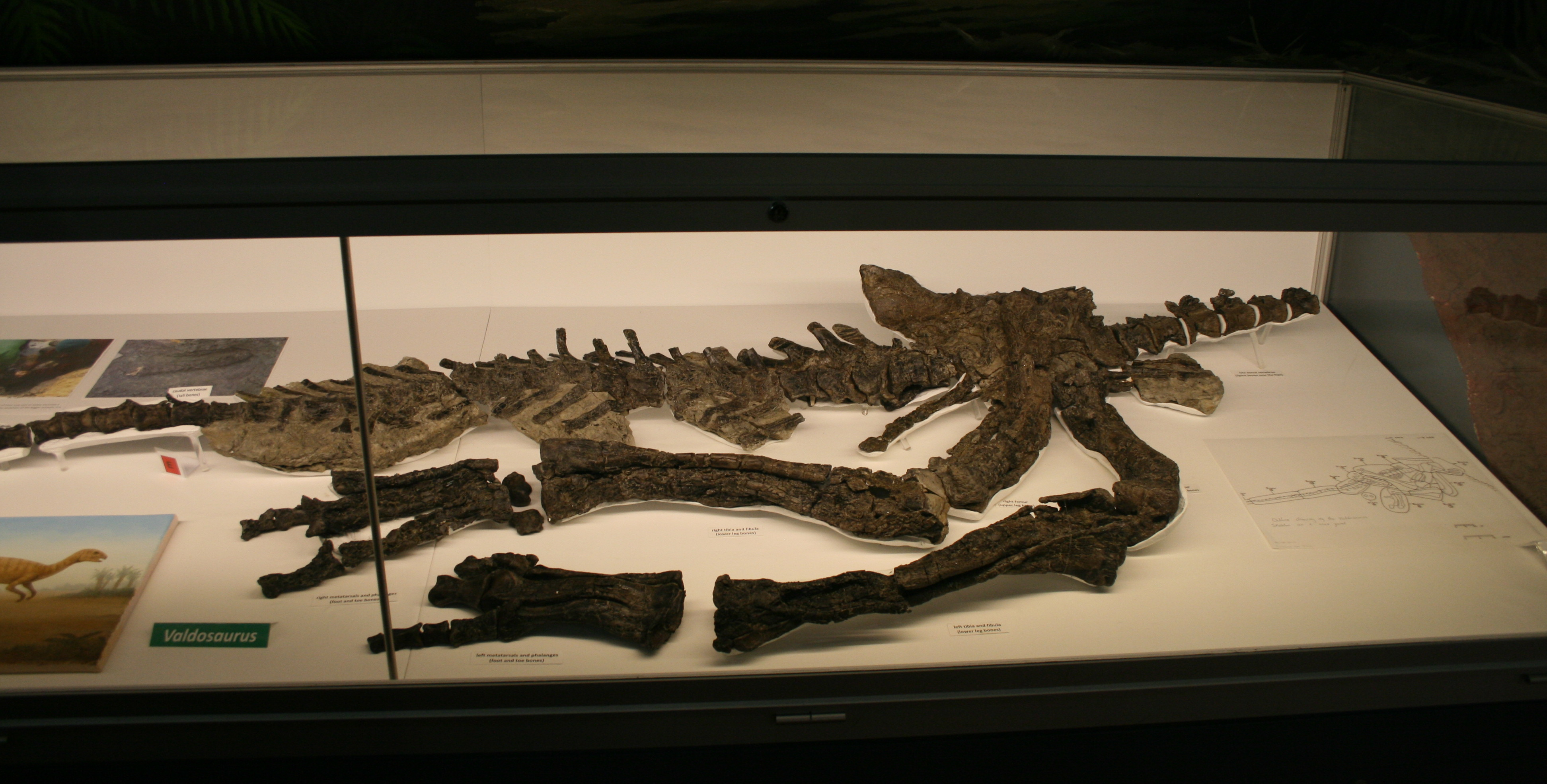
Esqueleto referido al taxon, en el Museo Dinosaur Isle.

En el siglo XIX el reverendo William Darwin Fox recolectó dos pequeños fémures cerca de Cowleaze Chine en la costa suroeste de la isla de Wight. En 1868 él sugirió de manera incorrecta que podían proceder del mismo individuo que había sido descubierto por Gideon Mantell en 1848 como un fósil de Iguanodon, y que luego en 1869 sería renombrado como el nuevo género Hypsilophodon. Desde entonces, ambos fémures hicieron parte de la colección del Museo Británico de Historia Natural como los especímenes BMNH R184 y BMNH R185, siendo comúnmente referidos al último género.
Sin embargo, en 1975 Peter Galton los nombró como una nueva especie de Dryosaurus, Dryosaurus canaliculatus. El nombre de la especie significa "con un pequeño canal" en latín, en referencia al distintivo surco entre los cóndilos en la parte inferior del fémur. En 1977 Galton creó un nuevo género para esta especie: Valdosaurus, cuyo nombre deriva del latín Valdus, "Wealden", refiriéndose al Grupo Wealden. Su especie tipo, D. canaliculatus, fue por tanto renombrada como V. canaliculatus. Una segunda especie, V. nigeriensis, fue descrita por Galton y Philippe Taquet de rocas más recientes de Níger en 1982; esta especie fue posteriormente transferida a su propio género, Elrhazosaurus.
En 1998 William Blows inadvertidamente creó otra especie del género, Valdosaurus dextrapoda, al incluir este nombre en una lisa de fauna, pero esto fue un error, y la especie nunca ha sido justificada. Al carecer de descripción, es un nomen nudum.
Al ser un pariente europeo cercano de Dryosaurus de Norteamérica, gran parte del material fósil de driosáuridos de Europa terminó siendo referido a Valdosaurus. Se consideró que Valdosaurus no solo estuvo presente en Inglaterra, en la Formación Wessex de la isla de Wight y los Lechos Hastings de West Sussex, sino también en Rumania, en la Bauxita Cornet de Bihor y España. Estas unidades rocosas fueron depositadas entre las épocas del Berriasiense al Barremiense, hace aproximadamente 145 a 125 millones de años. Aparte de los fémures, V. canaliculatus sería por tanto conocido de varios elementos adicionales del postcráneo, dentarios parciales, y dientes.
Sin embargo, en 2009 Galton revisó de manera crítica el material de Valdosaurus. Su conclusión fue que ningún fósil por fuera de Inglaterra podía ser referido con seguridad a este género. Por tanto dio a V. nigeriensis su propio género, Elrhazosaurus. Incluso es incierto si muchos de los especímenes ingleses realmente pertenecen a Valdosaurus, incluyendo todo el material craneano y los dientes. Algunos elementos de las extremidades posteriores y huesos pélvicos de la Formación Upper Wealden Clay, de finales del Barremiense, serían referibles a V. canaliculatus. Otros materiales de los más antiguos Lechos Hastings, Valanginiense, fueron denominados como Valdosaurus sp.. Galton estableció que Richard Owen había sido el primero en describir a los fémures de  Valdosaurus en 1842, los especímenes BMB 004297a BMB 004300, que él asignó a Iguanodon. Galton enfatizó que aunque los fémures del holotipo eran pequeños, de catorce centímetros de largo, lo cual ha llevado a estimar su longitud en 1.2 metros y un peso de diez kilogramos, pero estos eran de un individuo juvenil y que un adulto en cambio sería un "euornitópodo de tamaño mediano", con fémures que alcanzan una longitud de medio metro. En 2016 se describió un nuevo ejemplar de Valdosaurus. El espécimen es el más completo encontrado hasta ahora, el cual se encontró en articulación e incluye una serie dorsal parcial, una cola casi completa, material pélvico y ambas extremidades posteriores. En vida, el espécimen habría medido alrededor de 4 a 5 metros de largo.
Galton asignó a Valdosaurus a la familia Hypsilophodontidae, pero este grupo parafilético (no natural) ha sido abandonado por la mayoría de especialistas. Valdosaurus es generalmente considerado como un miembro de la familia Dryosauridae.